# دانیل اودو
دانیل اودو (انگلیسی: Daniel Udoh؛ زادهٔ ۳۰ اوت ۱۹۹۶) بازیکن فوتبال اهل نیجریه است.
از باشگاه‌هایی که در آن بازی کرده‌است می‌توان به باشگاه فوتبال ایلکستون، باشگاه فوتبال گرایس اتلتیک، باشگاه فوتبال کرو آلکساندرا، باشگاه فوتبال کیدرمینستر هاریرس، باشگاه فوتبال ووستر سیتی، و باشگاه فوتبال وینگیت و فینشلی اشاره کرد.
وی همچنین در تیم ملی فوتبال Nigeria U17 بازی کرده‌است.